# 麻省理工學院數學系
麻省理工學院數學系是美國及世界各地大學數學系中的佼佼者。麻省理工學院數學系在2010年的US News的研究生院評比排名第一，緊隨其後的是哈佛大學、普林斯頓大學、史丹佛大學以及加州大學伯克利分校。
現有教員近50名，其中包含阿貝爾獎得主艾沙道爾·辛格以及知名數值分析學家威廉·吉爾伯特·斯特朗。

## 歷史
起先在校長John Daniel Runkle的政策下，麻省理工學院的數學教學主要目的是培養工程師。在1902年Runkle逝世後，校長一職由Harry W Tyler接掌，直到1930年。Tyler曾受當時最先進的歐洲數學薰陶，並受到菲利克斯·克莱因及Max Noether的影響，其多數工作都是幾何方面。在訊號分析數學理論頗有建樹的诺伯特·维纳於1919年開始執教於麻省理工學院數學系。1920年開始，數學系發行了期刊Journal of Mathematics and Physics（1969年更名為Studies in Applied Mathematics），這正是一個系開始成長茁壯的表徵。數學系於1925年授與第一個博士學位予James E Taylor。
有兩位傑出的數學家曾在在麻省理工學院數學系執教，他們是Norman Levinson和吉安-卡洛·罗塔。

## 流行文化
美國電影《心靈捕手》圍繞麻省理工學院數學教授與一名數學天份極高的叛逆天才的故事。

## 外部連結
- MIT Mathematics Department website （页面存档备份，存于）
- MIT OpenCourseWare: Mathematics （页面存档备份，存于）